# Камаз
Камаз (фр. Cammazes) насеље је и општина у јужној Француској у региону Миди Пирене, у департману Тарн која припада префектури Кастр.
По подацима из 2011. године у општини је живело 288 становника, а густина насељености је износила 37,5 становника/km². Општина се простире на површини од 7,68 km². Налази се на средњој надморској висини од 609 метара (максималној 653 m, а минималној 410 m).

## Демографија
| 1962. | 1968. | 1975. | 1982. | 1990. | 1999. | 2011. |
| ----- | ----- | ----- | ----- | ----- | ----- | ----- |
| 164   | 213   | 201   | 174   | 179   | 209   | 288   |

График промене броја становника у току последњих година